# Боротьба на літніх Олімпійських іграх 2020 — кваліфікація
У цій статті представлені подробиці кваліфікаційного відбору на змагання з боротьби на літніх Олімпійських іграх 2020.
Два місця зарезервовані для країни-господарки, Японії. Решта місць будуть визначені за підсумками кваліфікаційних змагань, на яких спортсмени завойовуватимуть квоти для своєї країни.

## Перебіг кваліфікації
| Змагання                                         | Дати               | Місце              |
| ------------------------------------------------ | ------------------ | ------------------ |
| Чемпіонат світу 2019                             | 14–22 вересня 2019 | Астана, Казахстан  |
| Панамериканський кваліфікаційний турнір          | 13–15 березня 2020 | Оттава, Канада     |
| Європейський кваліфікаційний турнір              | 18–21 березня 2021 | Будапешт, Угорщина |
| Африканський і океанський кваліфікаційний турнір | 2–4 квітня 2021    | Хаммамет, Туніс    |
| Азійський кваліфікаційний турнір                 | 9–11 квітня 2021   | Алмати, Казахстан  |
| Світовий кваліфікаційний турнір                  | 6–9 травня 2020    | Софія, Болгарія    |

## Підсумки кваліфікації
| НОК                      | Вільна боротьба, чоловіки | Вільна боротьба, чоловіки | Вільна боротьба, чоловіки | Вільна боротьба, чоловіки | Вільна боротьба, чоловіки | Вільна боротьба, чоловіки | Греко-римська боротьба | Греко-римська боротьба | Греко-римська боротьба | Греко-римська боротьба | Греко-римська боротьба | Греко-римська боротьба | Вільна боротьба, жінки | Вільна боротьба, жінки | Вільна боротьба, жінки | Вільна боротьба, жінки | Вільна боротьба, жінки | Вільна боротьба, жінки | Загалом |
| НОК                      | 57                        | 65                        | 74                        | 86                        | 97                        | 125                       | 60                     | 67                     | 77                     | 87                     | 97                     | 130                    | 50                     | 53                     | 57                     | 62                     | 68                     | 76                     | Загалом |
| ------------------------ | ------------------------- | ------------------------- | ------------------------- | ------------------------- | ------------------------- | ------------------------- | ---------------------- | ---------------------- | ---------------------- | ---------------------- | ---------------------- | ---------------------- | ---------------------- | ---------------------- | ---------------------- | ---------------------- | ---------------------- | ---------------------- | ------- |
| Азербайджан (AZE)        |                           | X                         | X                         |                           | X                         |                           |                        |                        | X                      | X                      |                        |                        | X                      |                        |                        |                        | X                      |                        | 7       |
| Алжир (ALG)              | X                         |                           |                           | X                         | X                         | X                         | X                      | X                      |                        | X                      | X                      |                        |                        |                        |                        |                        |                        |                        | 8       |
| Аргентина (ARG)          |                           | X                         |                           |                           |                           |                           |                        |                        |                        |                        |                        |                        |                        |                        |                        |                        |                        |                        | 1       |
| Білорусь (BLR)           |                           |                           | X                         | X                         | X                         | X                         |                        |                        |                        | X                      |                        |                        |                        | X                      | X                      |                        |                        | X                      | 8       |
| Болгарія (BUL)           | X                         |                           |                           |                           |                           |                           |                        |                        | X                      |                        | X                      |                        | X                      |                        | X                      | X                      | X                      |                        | 7       |
| Бразилія (BRA)           |                           |                           |                           |                           |                           |                           |                        |                        |                        |                        |                        | X                      |                        |                        |                        | X                      |                        | X                      | 3       |
| Вірменія (ARM)           | X                         | X                         |                           |                           |                           |                           | X                      | X                      | X                      |                        | X                      |                        |                        |                        |                        |                        |                        |                        | 6       |
| Гвінея (GUI)             |                           |                           |                           |                           |                           |                           |                        |                        |                        |                        |                        |                        |                        |                        | X                      |                        |                        |                        | 1       |
| Гвінея-Бісау (GBS)       | X                         |                           | X                         |                           |                           |                           |                        |                        |                        |                        |                        |                        |                        |                        |                        |                        |                        |                        | 2       |
| Греція (GRE)             |                           | X                         |                           |                           |                           |                           |                        |                        |                        |                        |                        |                        |                        | X                      |                        |                        |                        |                        | 2       |
| Грузія (GEO)             |                           |                           | X                         |                           | X                         | X                         |                        | X                      |                        | X                      | X                      | X                      |                        |                        |                        |                        |                        |                        | 7       |
| Гуам (GUM)               |                           |                           |                           |                           |                           |                           |                        |                        |                        |                        |                        |                        |                        | X                      |                        |                        |                        |                        | 1       |
| Данія (DEN)              |                           |                           |                           |                           |                           |                           |                        | X                      |                        |                        |                        |                        |                        |                        |                        |                        |                        |                        | 1       |
| Еквадор (ECU)            |                           |                           |                           |                           |                           |                           |                        |                        |                        |                        |                        |                        | X                      |                        |                        |                        |                        |                        | 1       |
| Естонія (EST)            |                           |                           |                           |                           |                           |                           |                        |                        |                        |                        |                        | X                      |                        |                        |                        |                        |                        | X                      | 2       |
| Єгипет (EGY)             |                           |                           | X                         |                           |                           | X                         | X                      | X                      |                        | X                      |                        | X                      |                        |                        |                        |                        | X                      | X                      | 8       |
| Індія (IND)              | X                         | X                         |                           | X                         |                           | X                         |                        |                        |                        |                        |                        |                        | X                      | X                      | X                      | X                      |                        |                        | 8       |
| Іран (IRI)               | X                         | X                         | X                         | X                         | X                         | X                         | X                      | X                      | X                      |                        | X                      | X                      |                        |                        |                        |                        |                        |                        | 11      |
| Італія (ITA)             |                           |                           | X                         |                           | X                         |                           |                        |                        |                        |                        |                        |                        |                        |                        |                        |                        |                        |                        | 2       |
| Казахстан (KAZ)          | X                         | X                         | X                         |                           | X                         | X                         | X                      |                        | X                      | X                      |                        |                        | X                      | X                      |                        |                        |                        | X                      | 11      |
| Камерун (CMR)            |                           |                           |                           |                           |                           |                           |                        |                        |                        |                        |                        |                        |                        | X                      |                        |                        |                        |                        | 1       |
| Канада (CAN)             |                           |                           |                           |                           | X                         | X                         |                        |                        |                        |                        |                        |                        |                        |                        |                        |                        | X                      | X                      | 4       |
| Киргизстан (KGZ)         |                           | X                         |                           |                           |                           |                           | X                      |                        | X                      | X                      | X                      |                        |                        |                        |                        | X                      | X                      | X                      | 8       |
| Китай (CHN)              | X                         |                           |                           | X                         |                           | X                         | X                      |                        |                        | X                      |                        |                        | X                      | X                      | X                      | X                      | X                      | X                      | 11      |
| Колумбія (COL)           | X                         |                           |                           | X                         |                           |                           |                        | X                      |                        |                        |                        |                        |                        |                        |                        |                        |                        |                        | 3       |
| Косово (KOS)             |                           |                           |                           |                           |                           | X                         |                        |                        |                        |                        |                        |                        |                        |                        |                        |                        |                        |                        | 1       |
| Куба (CUB)               |                           | X                         | X                         |                           | X                         |                           | X                      | X                      | X                      | X                      | X                      | X                      | X                      | X                      |                        |                        | X                      |                        | 12      |
| Латвія (LAT)             |                           |                           |                           |                           |                           |                           |                        |                        |                        |                        |                        |                        |                        |                        |                        | X                      |                        |                        | 1       |
| Литва (LTU)              |                           |                           |                           |                           |                           |                           |                        |                        |                        |                        |                        | X                      |                        |                        |                        |                        |                        |                        | 1       |
| Марокко (MAR)            |                           |                           |                           |                           |                           |                           |                        |                        | X                      |                        |                        |                        |                        |                        |                        |                        |                        |                        | 1       |
| Мексика (MEX)            |                           |                           |                           |                           |                           |                           |                        |                        | X                      |                        |                        |                        |                        |                        | X                      |                        |                        |                        | 2       |
| Молдова (MDA)            |                           |                           |                           |                           |                           |                           | X                      |                        |                        |                        |                        |                        |                        |                        | X                      |                        |                        |                        | 2       |
| Монголія (MGL)           | X                         | X                         |                           |                           |                           | X                         |                        |                        |                        |                        |                        |                        | X                      | X                      | X                      | X                      | X                      | X                      | 9       |
| Нігерія (NGR)            |                           |                           |                           | X                         |                           |                           |                        |                        |                        |                        |                        |                        | X                      |                        | X                      | X                      | X                      |                        | 5       |
| Німеччина (GER)          |                           |                           |                           |                           |                           | X                         | X                      | X                      |                        | X                      |                        | X                      |                        |                        |                        |                        | X                      | X                      | 7       |
| Перу (PER)               |                           |                           |                           | X                         |                           |                           |                        |                        |                        |                        |                        |                        |                        |                        |                        |                        |                        |                        | 1       |
| Південна Корея (KOR)     |                           |                           |                           |                           |                           |                           |                        | X                      |                        |                        |                        | X                      |                        |                        |                        |                        |                        |                        | 2       |
| Північна Корея (PRK)     |                           |                           |                           |                           |                           |                           |                        |                        |                        |                        |                        |                        |                        | X                      |                        | X                      |                        |                        | 2       |
| Північна Македонія (MKD) |                           |                           |                           |                           | X                         |                           |                        |                        |                        |                        |                        |                        |                        |                        |                        |                        |                        |                        | 1       |
| Польща (POL)             |                           | X                         | X                         |                           |                           |                           |                        |                        |                        |                        | X                      |                        |                        | X                      | X                      |                        |                        |                        | 5       |
| Пуерто-Рико (PUR)        |                           |                           | X                         |                           |                           |                           |                        |                        |                        |                        |                        |                        |                        |                        |                        |                        |                        |                        | 1       |
| Росія (RUS)              | X                         | X                         | X                         | X                         | X                         | X                         | X                      | X                      | X                      |                        | X                      | X                      | X                      | X                      | X                      | X                      | X                      | X                      | 17      |
| Румунія (ROU)            |                           |                           |                           |                           | X                         |                           |                        |                        |                        |                        |                        | X                      | X                      | X                      |                        |                        |                        |                        | 4       |
| Сан-Марино (SMR)         |                           |                           |                           | X                         |                           |                           |                        |                        |                        |                        |                        |                        |                        |                        |                        |                        |                        |                        | 1       |
| Сенегал (SEN)            |                           | X                         |                           |                           |                           |                           |                        |                        |                        |                        |                        |                        |                        |                        |                        |                        |                        |                        | 1       |
| Сербія (SRB)             | X                         |                           |                           |                           |                           |                           |                        | X                      |                        | X                      | X                      |                        |                        |                        |                        |                        |                        |                        | 4       |
| Словаччина (SVK)         |                           |                           |                           | X                         |                           |                           |                        |                        |                        |                        |                        |                        |                        |                        |                        |                        |                        |                        | 1       |
| США (USA)                | X                         |                           | X                         | X                         | X                         | X                         | X                      | X                      |                        | X                      | X                      |                        | X                      | X                      | X                      | X                      | X                      | X                      | 15      |
| Туніс (TUN)              |                           | X                         |                           |                           | X                         |                           |                        | X                      | X                      |                        | X                      | X                      | X                      |                        | X                      | X                      |                        | X                      | 10      |
| Туреччина (TUR)          | X                         |                           |                           | X                         | X                         | X                         | X                      |                        |                        |                        | X                      | X                      | X                      |                        |                        |                        |                        | X                      | 9       |
| Угорщина (HUN)           |                           | X                         |                           |                           |                           |                           |                        | X                      | X                      | X                      | X                      |                        |                        |                        |                        | X                      |                        |                        | 6       |
| Узбекистан (UZB)         | X                         |                           | X                         | X                         | X                         |                           | X                      |                        | X                      | X                      |                        | X                      |                        |                        |                        |                        |                        |                        | 8       |
| Україна (UKR)            |                           |                           | X                         |                           |                           | X                         | X                      | X                      |                        | X                      |                        |                        | X                      |                        | X                      | X                      | X                      | X                      | 10      |
| Фінляндія (FIN)          |                           |                           |                           |                           |                           |                           |                        |                        |                        |                        | X                      | X                      |                        |                        |                        |                        |                        |                        | 2       |
| Франція (FRA)            |                           |                           |                           |                           |                           |                           |                        |                        |                        |                        |                        |                        |                        |                        | X                      |                        | X                      |                        | 2       |
| Хорватія (CRO)           |                           |                           |                           |                           |                           |                           |                        |                        | X                      | X                      |                        |                        |                        |                        |                        |                        |                        |                        | 2       |
| Чехія (CZE)              |                           |                           |                           |                           |                           |                           |                        |                        |                        |                        | X                      |                        |                        |                        |                        |                        |                        |                        | 1       |
| Чилі (CHI)               |                           |                           |                           |                           |                           |                           |                        |                        |                        |                        |                        | X                      |                        |                        |                        |                        |                        |                        | 1       |
| Швейцарія (SUI)          |                           |                           |                           | X                         |                           |                           |                        |                        |                        |                        |                        |                        |                        |                        |                        |                        |                        |                        | 1       |
| Швеція (SWE)             |                           |                           |                           |                           |                           |                           |                        |                        | X                      |                        |                        |                        |                        | X                      |                        | X                      |                        |                        | 3       |
| Японія (JPN)             | X                         | X                         | X                         | X                         |                           |                           | X                      |                        | X                      |                        |                        |                        | X                      | X                      | X                      | X                      | X                      | X                      | 12      |
| Total: 45 NOCs           | 16                        | 16                        | 16                        | 16                        | 16                        | 16                        | 16                     | 16                     | 16                     | 16                     | 16                     | 16                     | 16                     | 16                     | 16                     | 16                     | 16                     | 16                     | 163     |

## Вільна боротьба, чоловіки
- Місце за квотою надається відповідному НОК, а не спортсмену, що виборов його у кваліфікаційних змаганнях.

### 57 кг
| Змагання                                         | Квоти | Спортсмени, що кваліфікувались                                                                                       |
| ------------------------------------------------ | ----- | --- |
| Чемпіонат світу 2019                             | 6     | Заур Угуєв (RUS) Сулейман Атлі (TUR) Нуріслам Санаєв (KAZ) Раві Кумар Дахія (IND) Стеван Мічич (SRB) Реза Атрі (IRI) |
| Панамериканський кваліфікаційний турнір          | 2     | Томас Гілман (USA) Оскар Тігрерос (COL)                                                                              |
| Європейський кваліфікаційний турнір              | 2     | Арсен Арутюнян (ARM) Георгі Вангелов (BUL)                                                                           |
| Африканський і океанський кваліфікаційний турнір | 2     | Діамантіно Іуна Фафе (GBS) Абдельхак Хербаче (ALG)                                                                   |
| Азійський кваліфікаційний турнір                 | 2     | Гуломжон Абдуллаєв (UZB) Ліу Мінгу (CHN)                                                                             |
| Світовий кваліфікаційний турнір                  | 2     | Юкі Такахасі (JPN) Ерденебатин Бехбаяр (MGL)                                                                         |
| Загалом                                          | 16    | |

### 65 кг
| Змагання                                         | Квоти | Спортсмени, що кваліфікувались |
| ------------------------------------------------ | ----- | --- |
| Чемпіонат світу 2019                             | 6     | Гаджимурад Рашидов (RUS) Даулет Ніязбеков (KAZ) Баджранг Кумар (IND) Ісмаїл Мусукаєв (HUN) Тумур-Очір Тулга (MGL) Такуто Отогуро (JPN) |
| Панамериканський кваліфікаційний турнір          | 2     | Алехандро Вальдес (CUB) Агустін Дестрібатс (ARG)                                                                                       |
| Європейський кваліфікаційний турнір              | 2     | Вазген Теванян (ARM) Гаджі Алієв (AZE)                                                                                                 |
| Африканський і океанський кваліфікаційний турнір | 2     | Адама Діатта (SEN) Хайтем Дахлауї (TUN)                                                                                                |
| Азійський кваліфікаційний турнір                 | 2     | Ерназар Акматалієв (KGZ) Амір Мохаммед Яздані (IRI)                                                                                    |
| Світовий кваліфікаційний турнір                  | 2     | Георгіос Пілідіс (GRE) Магомедмурад Гаджієв (POL)                                                                                      |
| Загалом                                          | 16    | |

### 74 кг
| Змагання                                         | Квоти | Спортсмени, що кваліфікувались                                                                                             |
| ------------------------------------------------ | ----- | --- |
| Чемпіонат світу 2019                             | 6     | Заурбек Сідаков (RUS) Франк Чамісо (ITA) Джордан Берроуз (USA) Даніяр Кайсанов (KAZ) Мао Окуї (JPN) Каміль Рибіцький (POL) |
| Панамериканський кваліфікаційний турнір          | 2     | Геандрі Гарсон (CUB) Франклін Гомес (PUR)                                                                                  |
| Європейський кваліфікаційний турнір              | 2     | Автанділ Кенчадзе (GEO) Хаджимурад Гаджієв (AZE)                                                                           |
| Африканський і океанський кваліфікаційний турнір | 2     | Амр Реда Хуссен (EGY) Аугусто Мідана (GBS)                                                                                 |
| Азійський кваліфікаційний турнір                 | 2     | Юнес Емамі (IRI) Бекзод Абдурахмонов (UZB)                                                                                 |
| Світовий кваліфікаційний турнір                  | 2     | Василь Михайлов (UKR) Магомедхабіб Кадимагомедов (BLR)                                                                     |
| Загалом                                          | 16    | |

### 86 кг
| Змагання                                         | Квоти | Спортсмени, що кваліфікувались                                                                                         |
| ------------------------------------------------ | ----- | --- |
| Чемпіонат світу 2019                             | 6     | Хассан Яздані (IRI) Діпак Пуніа (IND) Штефан Райхмут (SUI) Артур Найфонов (RUS) Карлос Іск'єрдо (COL) Майлс Амін (SMR) |
| Панамериканський кваліфікаційний турнір          | 2     | Девід Тейлор (USA) Пул Амбросіо (PER)                                                                                  |
| Європейський кваліфікаційний турнір              | 2     | Алі Шабанов (BLR) Осман Гечен (TUR)                                                                                    |
| Африканський і океанський кваліфікаційний турнір | 2     | Екерекеме Аджіомор (NGR) Фатех Банферджаллах (ALG)                                                                     |
| Азійський кваліфікаційний турнір                 | 2     | Джавраїл Шапієв (UZB) Лін Жушен (CHN)                                                                                  |
| Світовий кваліфікаційний турнір                  | 2     | Сосукі Такатані (JPN) Борис Макоєв (SVK)                                                                               |
| Загалом                                          | 16    | |

### 97 кг
| Змагання                                         | Квоти | Спортсмени, що кваліфікувались |
| ------------------------------------------------ | ----- | --- |
| Чемпіонат світу 2019                             | 6     | Абдулрашид Садулаєв (RUS) Шаріф Шаріфов (AZE) Кайл Снайдер (USA) Магомедгаджі Нуров (MKD) Елізбар Одікадзе (GEO) Алішер Єргалі (KAZ) |
| Панамериканський кваліфікаційний турнір          | 2     | Рейнеріс Салас (CUB) Джордан Стін (CAN)                                                                                              |
| Європейський кваліфікаційний турнір              | 2     | Олександр Гуштин (BLR) Сулейман Караденіз (TUR)                                                                                      |
| Африканський і океанський кваліфікаційний турнір | 2     | Мохаммед Саадауї (TUN) Мохаммед Фардж (ALG)                                                                                          |
| Азійський кваліфікаційний турнір                 | 2     | Мохаммад Хусейн (IRI) Магомед Ібрагімов (UZB)                                                                                        |
| Світовий кваліфікаційний турнір                  | 2     | Абрахам Коньєдо (ITA) Альберт Сарітов (ROU)                                                                                          |
| Загалом                                          | 16    | |

### 125 кг
| Змагання                                         | Квоти | Спортсмени, що кваліфікувались                                                                                                |
| ------------------------------------------------ | ----- | --- |
| Чемпіонат світу 2019                             | 6     | Гено Петріашвілі (GEO) Таха Акгюль (TUR) Олександр Хоцянівський (UKR) Ден Чживей (CHN) Егзон Шала (KOS) Ядоллах Мохеббі (IRI) |
| Панамериканський кваліфікаційний турнір          | 2     | Нік Гвяздовський (USA) Амар Десі (CAN)                                                                                        |
| Європейський кваліфікаційний турнір              | 2     | Денис Крам'янков (BLR) Геннадій Кудінович (GER)                                                                               |
| Африканський і океанський кваліфікаційний турнір | 2     | Діаальдін Камаль (EGY) Джайхід Беррахаль (ALG)                                                                                |
| Азійський кваліфікаційний турнір                 | 2     | Юсуп Батірмурзаєв (KAZ) Монхторіін Лкхагвагарель (MGL)                                                                        |
| Світовий кваліфікаційний турнір                  | 2     | Сергій Козирєв (RUS) Суміт Малік (IND)                                                                                        |
| Загалом                                          | 16    | |

## Греко-римська боротьба, чоловіки
- Місце за квотою надається відповідному НОК, а не спортсмену, що виборов його у кваліфікаційних змаганнях.

### 60 кг
| Змагання                                         | Квоти | Спортсмени, що кваліфікувались |
| ------------------------------------------------ | ----- | --- |
| Чемпіонат світу 2019                             | 6     | Кен'їтіро Фуміта (JPN) Сергій Ємелін (RUS) Майрамбек Айнагулов (KAZ) Аліреза Неяті (IRI) Ленур Теміров (UKR) Ельмурат Тасмурадов (UZB) |
| Панамериканський кваліфікаційний турнір          | 2     | Оуїс Орта (CUB) Ільдар Хафізов (USA)                                                                                                   |
| Європейський кваліфікаційний турнір              | 2     | Керем Камаль (TUR) Етьєн Кінсінгер (GER)                                                                                               |
| Африканський і океанський кваліфікаційний турнір | 2     | Хайтем Махмуд (EGY) Абделькарім Фергат (ALG)                                                                                           |
| Азійський кваліфікаційний турнір                 | 2     | Жоламан Шаршенбеков (KGZ) Валіхан Саїліке (CHN)                                                                                        |
| Світовий кваліфікаційний турнір                  | 2     | Віктор Чобану (MDA) Армен Мелікян (ARM)                                                                                                |
| Загалом                                          | 16    | |

### 67 кг
| Змагання                                         | Квоти | Спортсмени, що кваліфікувались |
| ------------------------------------------------ | ----- | --- |
| Чемпіонат світу 2019                             | 6     | Ісмаель Борреро (CUB) Артем Сурков (RUS) Мате Немеш (SRB) Френк Стаблер (GER) Фредрік Б'яррегус (DEN) Мохамед Ібрагім Ельсаєд (EGY) |
| Панамериканський кваліфікаційний турнір          | 2     | Юліан Хорта (COL) Алехандро Санчо (USA)                                                                                             |
| Європейський кваліфікаційний турнір              | 2     | Рамаз Зоїдзе (GEO) Балінт Корпаші (HUN)                                                                                             |
| Африканський і океанський кваліфікаційний турнір | 2     | Сулеман Наср (TUN) Абдельмалек Мерабет (ALG)                                                                                        |
| Азійський кваліфікаційний турнір                 | 2     | Мохаммед Реза Гераеї (IRI) Рю Хан Су (KOR)                                                                                          |
| Світовий кваліфікаційний турнір                  | 2     | Карен Асланян (ARM) Парвіз Насібов (UKR)                                                                                            |
| Загалом                                          | 16    | |

### 77 кг
| Змагання                                         | Квоти | Спортсмени, що кваліфікувались |
| ------------------------------------------------ | ----- | --- |
| Чемпіонат світу 2019                             | 6     | Тамаш Лерінц (HUN) Алекс Кессідіс (SWE) Мохаммед Алі Гераеї (IRI) Жалгасбай Бердимуратов (UZB) Карапет Чалян (ARM) Асхат Дільмухамедов (KAZ) |
| Панамериканський кваліфікаційний турнір          | 2     | Йосваніс Пенья (CUB) Хосе Андрес Варгас (MEX)                                                                                                |
| Європейський кваліфікаційний турнір              | 2     | Олександр Чехіркін (RUS) Божо Старчевич (CRO)                                                                                                |
| Африканський і океанський кваліфікаційний турнір | 2     | Ламджед Маафі (TUN) Зієд Аєт Ікрам (MAR) |
| Азійський кваліфікаційний турнір                 | 2     | Акжол Махмудов (KGZ) Шохей Ябіку (JPN) |
| Світовий кваліфікаційний турнір                  | 2     | Рафік Гусейнов (AZE) Аїк Мнацаканян (BUL) |
| Загалом                                          | 16    | |

### 87 кг
| Змагання                                         | Квоти | Спортсмени, що кваліфікувались                                                                                            |
| ------------------------------------------------ | ----- | --- |
| Чемпіонат світу 2019                             | 6     | Жан Беленюк (UKR) Віктор Лерінц (HUN) Деніс Кудла (GER) Рустам Ассакалов (UZB) Микола Стадуб (BLR) Атабек Азісбеков (KGZ) |
| Панамериканський кваліфікаційний турнір          | 2     | Джо Ро (USA) Даніель Грегоріч (CUB)                                                                                       |
| Європейський кваліфікаційний турнір              | 2     | Іслам Аббасов (AZE) Лаша Гобадзе (GEO)                                                                                    |
| Африканський і океанський кваліфікаційний турнір | 2     | Мохамед Метваллі (EGY) Бахір Сід Азара (ALG)                                                                              |
| Азійський кваліфікаційний турнір                 | 2     | Нурсултан Турсинов (KAZ) Пен Фей (CHN)                                                                                    |
| Світовий кваліфікаційний турнір                  | 2     | Зураб Датунашвілі (SRB) Іван Гуклек (CRO)                                                                                 |
| Загалом                                          | 16    | |

### 97 кг
| Змагання                                         | Квоти | Спортсмени, що кваліфікувались                                                                                          |
| ------------------------------------------------ | ----- | --- |
| Чемпіонат світу 2019                             | 6     | Муса Євлоєв (RUS) Артур Алексанян (ARM) Міхаїл Каджая (SRB) Дженк Ільдем (TUR) Тадеуш Михалик (POL) Георгій Мелія (GEO) |
| Панамериканський кваліфікаційний турнір          | 2     | Габріель Росільйо (CUB) Анжело Генкок (USA)                                                                             |
| Європейський кваліфікаційний турнір              | 2     | Арві Саволейнен (FIN) Кіріл Мілов (BUL)                                                                                 |
| Африканський і океанський кваліфікаційний турнір | 2     | Адем Буджемлін (ALG) Хайкель Ахоурі (TUN)                                                                               |
| Азійський кваліфікаційний турнір                 | 2     | Мохаммед Хаді Сараві (IRI) Узур Джузупбеков (KGZ)                                                                       |
| Світовий кваліфікаційний турнір                  | 2     | Алекс Шоке (HUN) Артур Омаров (CZE)                                                                                     |
| Загалом                                          | 16    | |

### 130 кг
| Змагання                                         | Квоти | Спортсмени, що кваліфікувались                                                                            |
| ------------------------------------------------ | ----- | --- |
| Чемпіонат світу 2019                             | 6     | Риза Каяалп (TUR) Оскар Піно (CUB) Гейкі Набі (EST) Якоб Каджая (GEO) Амір Гасемі (IRI) Едуард Попп (GER) |
| Панамериканський кваліфікаційний турнір          | 2     | Ясмані Акоста (CHI) Едуард Согмонян (BRA)                                                                 |
| Європейський кваліфікаційний турнір              | 2     | Сергій Семенов (RUS) Мантас Кністаутас (LTU)                                                              |
| Африканський і океанський кваліфікаційний турнір | 2     | Абделлатіф Мохамед (EGY) Амін Гуенніхі (TUN)                                                              |
| Азійський кваліфікаційний турнір                 | 2     | Мумінджон Абдуллаєв (UZB) Кім Мін Сок (KOR)                                                               |
| Світовий кваліфікаційний турнір                  | 2     | Алін Алексус-Чіураріу (ROU) Еліас Кусманен (FIN)                                                          |
| Загалом                                          | 16    | |

## Вільна боротьба, жінки
- Місце за квотою надається відповідному НОК, а не спортсменці, що виборола його у кваліфікаційних змаганнях.

### 50 кг
| Змагання                                         | Квоти | Спортсмени, що кваліфікувались                                                                                          |
| ------------------------------------------------ | ----- | --- |
| Чемпіонат світу 2019                             | 6     | Марія Стадник (AZE) Аліна Вуч (ROU) Валентина Ісламова (KAZ) Катерина Полєщук (RUS) Оксана Лівач (UKR) Сунь Янань (CHN) |
| Панамериканський кваліфікаційний турнір          | 2     | Юснейліс Гузман (CUB) Сара Гільдебрандт (USA)                                                                           |
| Європейський кваліфікаційний турнір              | 2     | Евін Демірхан (TUR) Міглена Селішка (BUL)                                                                               |
| Африканський і океанський кваліфікаційний турнір | 2     | Сара Хамді (TUN) Аджіят Ідріс (NGR)                                                                                     |
| Азійський кваліфікаційний турнір                 | 2     | Юї Сусакі (JPN) Цогт-Очірин Намуунцецег (MGL)                                                                           |
| Світовий кваліфікаційний турнір                  | 2     | Сеема Бісла (IND) Луція Єпес (ECU)                                                                                      |
| Загалом                                          | 16    | |

### 53 кг
| Змагання                                         | Квоти | Спортсмени, що кваліфікувались                                                                                     |
| ------------------------------------------------ | ----- | --- |
| Чемпіонат світу 2019                             | 6     | Пак Йон Мі (PRK) Маю Мукайда (JPN) Вінеш Фогат (IND) Пан Цяньюй (CHN) Марія Преволаракі (GRE) Роксана Засіна (POL) |
| Панамериканський кваліфікаційний турнір          | 2     | Лієнна Монтеро (CUB) Джакарра Вінчестер (USA)                                                                      |
| Європейський кваліфікаційний турнір              | 2     | Ванесса Колодинська (BLR) Софія Маттссон (SWE)                                                                     |
| Африканський і океанський кваліфікаційний турнір | 2     | Джозеф Ессомбе (CMR) Рчкаела Акуїно (GUM)                                                                          |
| Азійський кваліфікаційний турнір                 | 2     | Бат-Очирин Болортуяа (MGL) Тетяна Аманжол (KAZ)                                                                    |
| Світовий кваліфікаційний турнір                  | 2     | Андреа Ана (ROU) Ольга Хорошавцева (RUS)                                                                           |
| Загалом                                          | 16    | |

### 57 кг
| Змагання                                         | Квоти | Спортсмени, що кваліфікувались                                                                                                 |
| ------------------------------------------------ | ----- | --- |
| Чемпіонат світу 2019                             | 6     | Рісако Кавай (JPN) Жун Ніннін (CHN) Ірина Курочкіна (BLR) Одунайо Адекуороє (NGR) Йовіта Врзесієн (POL) Анастасія Нікіта (MDA) |
| Панамериканський кваліфікаційний турнір          | 2     | Альма Валенсія (MEX) Гелен Мароуліс (USA)                                                                                      |
| Європейський кваліфікаційний турнір              | 2     | Евеліна Ніколова (BUL) Аліна Грушина (UKR)                                                                                     |
| Африканський і океанський кваліфікаційний турнір | 2     | Сівар Бусетта (TUN) Фатумата Камара (GUI)                                                                                      |
| Азійський кваліфікаційний турнір                 | 2     | Болдсайхани Хонгорзул (MGL) Аншу Малік (IND)                                                                                   |
| Світовий кваліфікаційний турнір                  | 2     | Матільда Рів'є (FRA) Вероніка Чумікова (RUS)                                                                                   |
| Загалом                                          | 16    | |

### 62 кг
| Змагання                                         | Квоти | Спортсмени, що кваліфікувались                                                                                             |
| ------------------------------------------------ | ----- | --- |
| Чемпіонат світу 2019                             | 6     | Айсулуу Тинибекова (KGZ) Тайбе Юсейн (BUL) Генна Юганссон (SWE) Юкако Кавай (JPN) Маріанна Шаштін (HUN) Лім Джон Сім (PRK) |
| Панамериканський кваліфікаційний турнір          | 2     | Лаїс Нуньйос (BRA) Кайла Маракл (USA)                                                                                      |
| Європейський кваліфікаційний турнір              | 2     | Ірина Коляденко (UKR) Григор'єва Анастасія (LAT)                                                                           |
| Африканський і океанський кваліфікаційний турнір | 2     | Марва Амрі (TUN) Амінат Аденії (NGR)                                                                                       |
| Азійський кваліфікаційний турнір                 | 2     | Лонг Джіа (CHN) Сонам Малік (IND)                                                                                          |
| Світовий кваліфікаційний турнір                  | 2     | Хурелхуугійн Болортуя (MGL) Любов Овчарова (RUS)                                                                           |
| Загалом                                          | 16    | |

### 68 кг
| Змагання                                         | Квоти | Спортсмени, що кваліфікувались                                                                                                  |
| ------------------------------------------------ | ----- | --- |
| Чемпіонат світу 2019                             | 6     | Таміра Менса (USA) Соронзонболдин Батцецег (MGL) Алла Черкасова (UKR) Анна Шель (GER) Сара Досьо (JPN) Блессінг Оборудуду (NGR) |
| Панамериканський кваліфікаційний турнір          | 2     | Даніель Лаппаж (CAN) Юдаріс Санчес (CUB)                                                                                        |
| Європейський кваліфікаційний турнір              | 2     | Кумба Ларрок (FRA) Ханум Велієва (RUS)                                                                                          |
| Африканський і океанський кваліфікаційний турнір | 2     | Блессінг Оборудуду (NGR) Енас Мостафа (EGY)                                                                                     |
| Азійський кваліфікаційний турнір                 | 2     | Чжоу Фен (CHN) Меерім Жуманазарова (KGZ)                                                                                        |
| Світовий кваліфікаційний турнір                  | 2     | Еліс Манолова (AZE) Мімі Христова (BUL)                                                                                         |
| Загалом                                          | 16    | |

### 76 кг
| Змагання                                         | Квоти | Спортсмени, що кваліфікувались                                                                                   |
| ------------------------------------------------ | ----- | --- |
| Чемпіонат світу 2019                             | 6     | Аделіна Грей (USA) Хірое Мінагава (JPN) Епп Мяе (EST) Аліне Фоккен (GER) Чжоу Цянь (CHN) Ельміра Сиздикова (KAZ) |
| Панамериканський кваліфікаційний турнір          | 2     | Еріка Вібе (CAN) Аліне Феррейра (BRA)                                                                            |
| Європейський кваліфікаційний турнір              | 2     | Василіса Марзалюк (BLR) Наталія Воробйова (RUS)                                                                  |
| Африканський і океанський кваліфікаційний турнір | 2     | Самар Амер (EGY) Зайнеб Сгаєр (TUN)                                                                              |
| Азійський кваліфікаційний турнір                 | 2     | Айпері Медет-кизи (KGZ) Очирбатин Бурмаа (MGL)                                                                   |
| Світовий кваліфікаційний турнір                  | 2     | Ясемін Адар (TUR) Алла Белінська (UKR)                                                                           |
| Загалом                                          | 16    | |

## Уточнення
1. ↑  France's Zelimkhan Khadjiev originally earned a quota place at the 2019 World Championships, but tested positive for doping, giving his nation's Olympic license to Poland.[1]
2. 1 2  Khasanboy Rakhimov from Uzbekistan and Badzha Khutaba from Syria originally earned quota places at the 2019 World Championships, but tested positive for doping, giving Olympic licenses to Kosovo and Iran.[2]
3. ↑  Jenny Fransson of Sweden originally earned a quota place at the 2019 World Championships, but tested positive for doping, giving her Olympic license to Nigeria.